# 永沢映
永沢 映（ながさわ えい、1968年 - ）は、日本の社会的起業家、コミュニティビジネス、ソーシャルビジネスの専門家。埼玉県蕨市出身。

## 概要
1992年4月日本大学商学部商業学科卒業。会社員を経て1993年に貿易会社を創業。1999年よりフリースクールのNPO法人を設立。その後、中間支援組織の機能強化のため、省庁や自治体での政策づくりとともに、コミュニティビジネス、ソーシャルビジネスの推進、支援全国で人材育成のカリキュラム、プログラムを企画、実施している。

## 経歴
2003年 広域関東圏コミュニティビジネス推進協議会幹事

2005年 東京都北区創業支援施設ネスト赤羽インキュベーションマネージャー、NPO 法人コミュニティビジネスサポートセンター代表理事

2007年 経済産業省ソーシャルビジネス研究会委員

2008年 立教大学セカンドステージ大学講師、経済産業省ソーシャルビジネス推進イニシアティブ委員

2009年 国土交通省国土審議会政策部会特別委員

2013年 内閣府共助社会づくり懇談会委員、RISTEX 高齢社会領域アドバイザー

2014年 教育再生実行会議第二分科会委員

2015年 国土交通省国土審議会半島振興対策部会委員

2019年 公益財団法人いきいき埼玉理事長

2021年 さいたま市 SDGs 企業認証制度審査会委員長

## 著書
- ［入門］コミュニティビジネスの成功法則(PHP研究所) ISBN 978-4-569-64828-6